# Cercul (film din 1968)
Cercul este un film românesc de scurtmetraj din 1968 regizat de Mircea Veroiu. Rolurile principale au fost interpretate de actorii Ștefan Velniciuc și Nicolae Mărgineanu.

## Rezumat
Câțiva bărbați (unul cu un ceas de perete, altul cu o pușcă cu lunetă, altul cu un autoturism de lux) se pregătesc, în tăcere și separat, pentru o întâlnire misterioasă. Aceasta are loc pe acoperișul unei clădiri înalte, la fel ca în filmele thriller-polițiste americane. Nu e clar care este motivul confruntării și nici de ce un bărbat trage cu o pușcă cu lunetă în șoferul autoturismului de lux. Bărbații par să se dueleze spectaculos printr-un București interbelic...

## Distribuție
- Ștefan Velniciuc - bărbatul cu pușcă cu lunetă
- Nicolae Mărgineanu